# 무로트 샤리프크소자예프
무로트 샤리프크소자예프(Мурат Шарифходжаев, 1932년 8월 20일 ~ 2008년 12월 14일)는 소련 경제학자 겸 정치가 및 대학 교수 출신의 우즈베키스탄 경제학자 겸 정치가이자 대학 교수 겸 외교관이다.
1991년 소련 해체 사태 이후 우즈베키스탄에서 대학 교수, 타슈켄트 무소속 최고국민회의 하원 의원, 타슈켄트 무소속 최고국민회의 중원 의원, 타슈켄트 무소속 최고국민회의 상원 의원, 최고국민회의 상원 총의장 등을 지냈다.